# 베르나르도 오이긴스

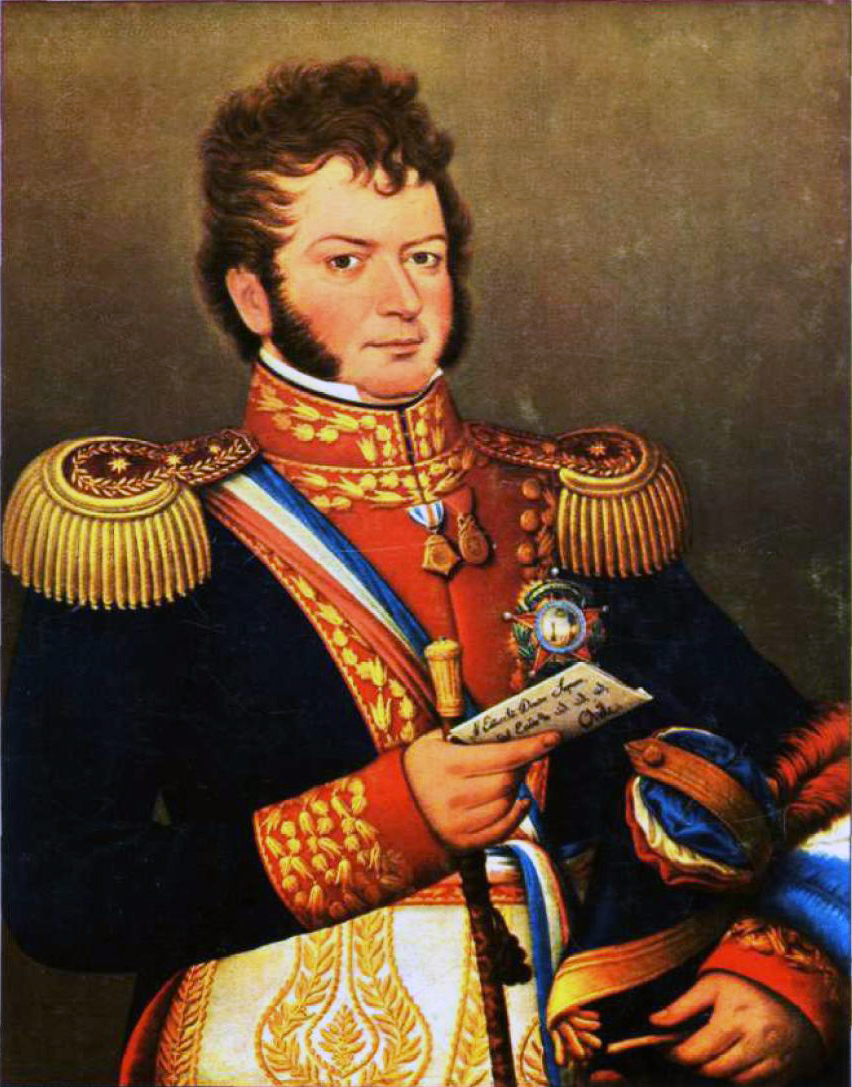
베르나르도 오이긴스

베르나르도 오이긴스 리켈메(스페인어: Bernardo O'Higgins Riquelme, 1778년 8월 20일 ~ 1842년 10월 24일)는 칠레의 군인이자 정치인으로, 칠레의 독립을 위해 활약했던 민족의 영웅이다.

## 일생
아일랜드인 아버지와 스페인인 어머니 사이에서 태어났다. 칠레를 식민 통치하고 있던 스페인 정부는 타 민족과의 결혼을 금지했지만, 아버지가 하급 군인이었기 때문에 이유를 정확히 알 수 없다. 오이긴스는 어린 시절을 외가에서 보냈다.
아버지가 페루의 부왕이 되고 영국 런던으로 유학가자, 오이긴스는 이 때 독립의 중요성을 알고 독립 운동가의 길을 걷는다.
1814년, 칠레 남부가 스페인에 점령되자, 그는 아르헨티나로 망명했다. 하지만 호세 데 산 마르틴 장군의 활약을 통해 칠레는 독립을 맞이하고, 오이긴스는 귀국하였다.
하지만 그의 자유주의적 정치로 인해 보수파들로부터 반감을 사게 되고, 쿠데타로 실각했다. 칠레령 남극 지역에 있는 베르나르도 오이긴스 기지는 그의 이름을 딴 것이다.

## 같이 보기
- 칠레의 역사
- 호세 데 산마르틴
- 시몬 볼리바르